# 近藤泰一郎
近藤 泰一郎（こんどう たいいちろう、1893年(明治26年)1月1日 - 1975年（昭和50年）12月24日）は、日本の海軍軍人。最終階級は海軍中将。従四位、勲一等。

## 経歴
1893年1月1日、愛知県中島郡平和町(現在の稲沢市)の農家に生まれる。高等小学校時代の1905年11月頃、伊勢湾に凱旋入港した第三戦隊の千歳を見学に行った際、司令官である出羽重遠中将に声をかけられ、海軍に対する憧れを抱く。その後、愛知県立第三中学校在学中、学費の都合上高等学校に行けそうになかったため、当時流行っていた米国への出稼ぎを考えていたが、排日運動の機運が高まっていたため断念し、同じく海外に行ける可能性があり、また憧れもあった海軍兵学校受験を決意し、1911年(明治44年)9月11日、海兵42期生として入校する。1914年(大正3年)12月19日卒業、少尉候補生。

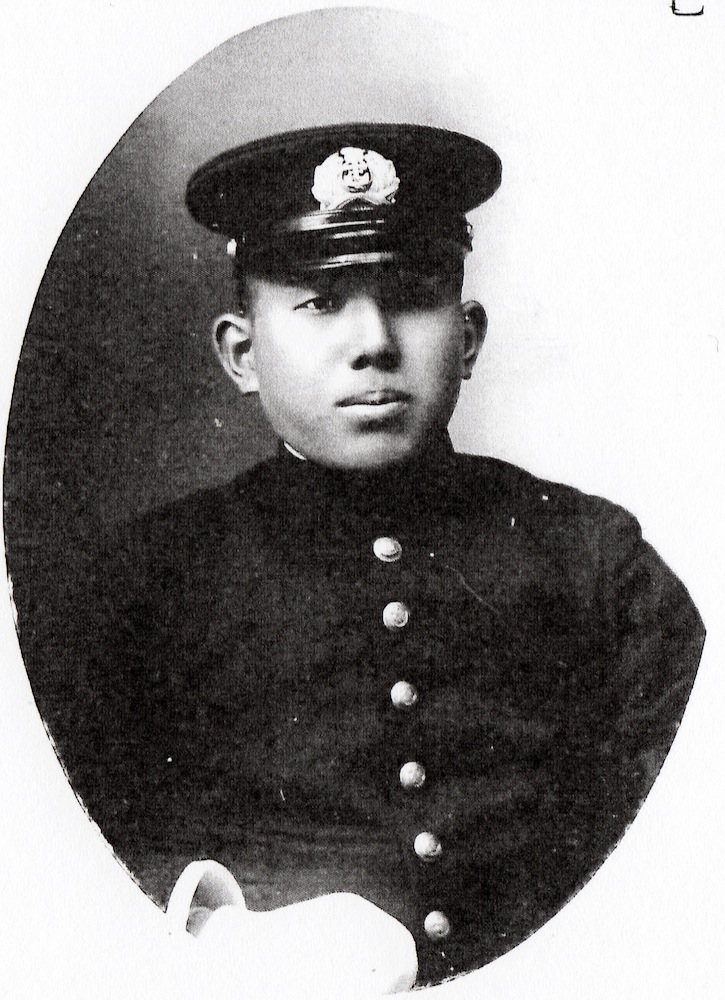
少尉候補生時代

遠洋航海後、1915年(大正4年)8月27日に戦艦榛名乗組、同年12月13日、任海軍少尉。1916年(大正5年)12月1日には第一特務艦隊所属の巡洋艦春日乗組を命ぜられ第一次世界大戦に参加、オーストラリア方面で輸送船団護衛に従事する。1917年(大正6年)10月10日に春日乗組を免ぜられ帰国、同年12月1日に任海軍中尉、海軍水雷学校普通科学生、次いで海軍砲術学校普通科学生として初級士官教育を受けた後、1918年(大正7年)12月1日、駆逐艦欅航海長に任ぜられる。欅時代の同僚に山縣正郷(当時欅水雷長、後に海軍大将)がいた。1919年(大正8年)9月25日、巡洋艦常磐乗組、となり、大正9年度練習艦隊に参加、練習艦隊の寄港先のフランスで同郷の大角岑生駐仏海軍武官(当時大佐、後に大将)と会い、歓待を受ける。帰国と共に同年6月3日に巡洋艦出雲航海長心得、12月1日には任海軍大尉、海軍大学校乙種学生(航海術専攻)として入校する。
卒業後、1921年(大正10年)6月3日に特務艦松江航海長として南洋統治領の測量に従事する。帰国後の1922年(大正11年)11月1日、第二艦隊航海参謀(司令長官中野直枝中将)。勤務中、関東大震災に遭遇する。その後、海軍大学校甲種学生の受験規定が大尉進級後海上勤務2ヵ年が1ヵ年に短縮された事により受験資格を得て受験、1923年(大正12年)12月1日、海軍大学校甲種学生(23期)入校。この時の同期に奥田喜久司、角田覚治、鈴木義尾、高木武雄、保科善四郎などがいる。1925年(大正14年)11月に卒業後、同年12月1日、軽巡洋艦名取航海長。しかし、在勤6ヶ月の後、突如として1926年(大正15年)5月1日に高松宮宣仁親王の皇族附武官となり、高松宮が勤務する重巡洋艦古鷹乗組となる。同年12月1日、任海軍少佐。
皇族附武官を勤めた後、1927年(昭和2年)5月21日に英国駐在武官補佐官に任ぜられ渡英、前任の補佐官であった同期生の三木繁二海軍少佐より引継を受け、一年の語学学習の後に補佐官になる予定であったが、三木少佐の交通事故死により滞英1ヶ月で補佐官として勤務する。1929年(昭和4年)11月12日、補佐官を免ぜられ、そのまま当時開催予定であったロンドン海軍軍縮条約会議全権委員随員に選ばれる。会議終了後の1930年(昭和5年)4月15日、ロンドンに滞在する高松宮の随員であった安保清種軍事参議官の副官に任ぜられ、同年8月5日に安保大将と共にシベリア鉄道経由で帰国する。帰国後の8月15日に当時予備艦であった重巡洋艦古鷹航海長兼分隊長に任ぜられ4ヶ月程過ごした後、同年12月1日に軍令部第一部一課員となる。この軍令部勤務時代に中央に勤務する陸海軍中堅将校の親睦団体「星桜会」に参加している。1931年(昭和6年)12月1日、任海軍中佐。
軍令部勤務を3年勤めた後、1933年(昭和8年)11月1日、第三艦隊首席参謀(司令長官今村信次郎中将、参謀長高須四郎大佐)、その後1934年(昭和9年)10月22日、海軍大学校教官(戦略担当)として勤務する。1935年(昭和10年)11月15日、任海軍大佐。海軍大学校勤務中、二・二六事件に遭遇する。1936年(昭和11年)12月1日、海軍省先任副官に任ぜられ、米内光政海軍大臣、山本五十六海軍次官、井上成美軍務局長に親しく仕える事になる。また当時の同僚には横山一郎、吉井道教(共に海軍省副官)等がいた。1938年(昭和13年)8月20日、近藤にとって最初で最後となる艦長職、巡洋艦八雲艦長となり、三度目の練習艦隊に参加する。帰国後の1939年(昭和14年)2月10日、再度の英国駐在を命ぜられ、駐在武官として家族を連れて赴任する。この駐英武官時代に欧州で第二次世界大戦が勃発し、イギリスも当事国として空襲を受けるようになり、また日本とイギリスの間も険悪になっていったため、1941年(昭和16年)10月14日に間一髪の所で龍田丸に乗船して帰国する。この龍田丸が横浜の岸壁に横付けされると同時に乗り込んで来た松永敬介軍令部参謀より日米開戦を内示される。同年10月15日、任海軍少将。

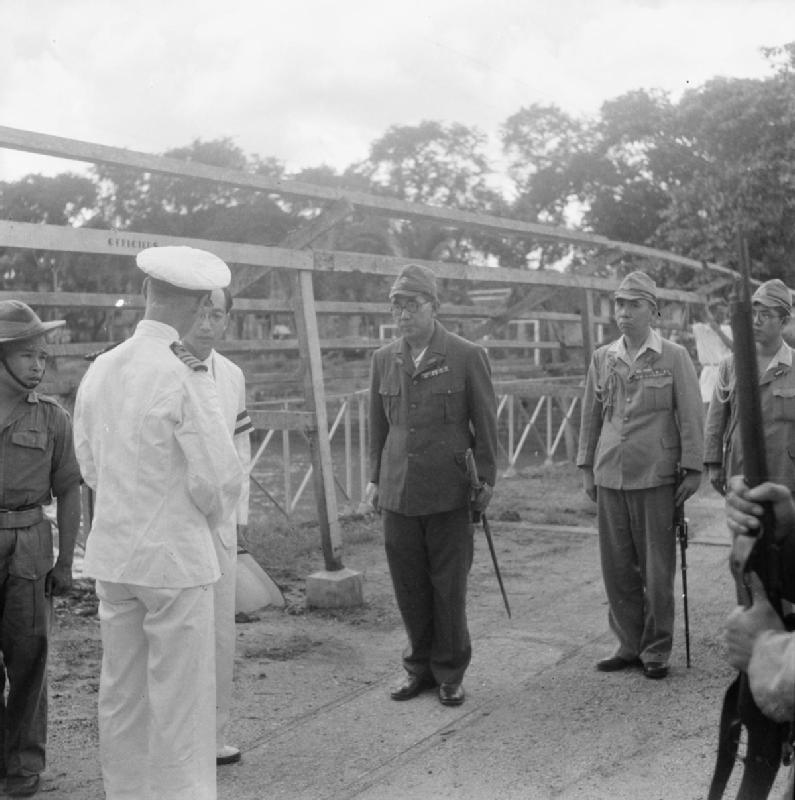
連合軍のサイゴン上陸後、通訳を通じてスコット・ベル英海軍大佐と話す近藤中将（1945年）

開戦後の1942年(昭和17年)1月3日、第三南遣艦隊参謀長(司令長官杉山六蔵中将)としてマニラに赴任する。1943年(昭和18年)1月11日、軍令部出仕、同年1月30日、支那方面艦隊参謀長、同年8月20日には兼上海海軍在勤武官として約10年ぶりに中国大陸に於いて勤務する。1944年(昭和19年)10月15日、任海軍中将。その後、1945年(昭和20年)1月2日、第十一特別根拠地隊司令官としてサイゴンに赴任、同地で終戦を迎える。終戦後、連合軍の捕虜となり、サイゴンから北方へ約50キロのツドモ付近で収容キャンプ生活を強いられる。その後、シンガポールに移された後、1946年(昭和21年)12月6日に復員、同日予備役被仰付。1948年（昭和23年）3月31日、公職追放の仮指定を受けた。
戦後は様々な商売を経験するが上手く行かず、得意の英語を生かした翻訳業を中心として生計を立てた。1975年(昭和50年)12月24日、82歳で死去。

## 逸話
英国駐在武官当時の昭和15年1月下旬頃、毎日新聞ロンドン支局長の工藤信一良にポーランド占領以降、ドイツはどう動くか聞かれた際に「ドイツの次の作戦はノルウェーの他に考えられぬ」と二、三の理由を挙げて断言した。この説明を元に工藤が本社に特電を打った所、予想が見事に当たり、工藤は本社から非常に感謝されたという。

## 親族
- 娘婿   鈴木瞭五郎 (海兵68期、海軍大尉、空将、第12代航空総隊司令官)